# Little Comets
Little Comets je indie rockové trio pocházející z měst Jarrow a Newcastle upon Tyne v Anglii. Na začátku roku 2009 podepsali smlouvu s vydavatelstvím Columbia Records, se kterým vydali 31. ledna 2011 své debutové album nazvané In Search of Elusive Little Comets. Druhé album, Life is Elsewhere, vydala skupina 15. října 2012.

## Kariéra
Dne 9. února 2009 vydala skupina prostřednictvím vydavatelství Lucky Number Music svůj debutový singl „One Night in October“. Singl se umístil na 3. pozici v nezávislé hitparádě UK Indie Chart a obdržel pozitivní recenze od DJů BBC Rádia 1 Huw Stephense, Zane Lowe a Sary Cox, kteří ho pravidelně pouštěli ve svých pořadech.
Smlouva podepsaná s vydavatelstvím Columbia Records jim umožnila vydání druhého singlu „Adultery“, který byl dostupný od 26. října 2009. Skupina poté vyjela na turné na zviditelnění onoho singlu s kapelami Hockey, The Twang a The Noisettes. Columbia Records v roce 2010 ukončila kontrakt s kapelou Little Comets.
V listopadu roku 2010 kapela oznámila datum vydání debutového alba In Search of Elusive Little Comets. Album vyšlo v Angli dne 31. ledna 2011 jak digitálně, tak i ve fyzické podobě. Producentem alba byl kytarista skupiny Michael Coles a mixu se ujal Rich Costey. Albu předcházelo vydání singlu „Joanna“, který vyšel 17. ledna 2011.
V květnu roku 2011 bylo na oficiálních stránkách kapely oznámeno, že tehdejší bubeník Mark Hale opouští skupinu, aby se mohl věnovat jiným povinnostem. Krátce poté se kapela rozhodla posunout naplánovanou koncertní šňůru z května na říjen téhož roku. Fanoušky také ujistili, že na dobu letních festivalů naleznou nového bubeníka.
Skladba jménem „Dancing Song“ byla v létě roku 2012 použita v reklamě společnosti Radox.
Na konci roku 2013 kapela oznámila vydání nového alba The Gentle EP.

## Diskografie

### Studiová alba
| Rok  | Album                                                                                 | Pozice v UK Albums Chart |
| ---- | ------------------------------------------------------------------------------------- | ------------------------ |
| 2011 | In Search of Elusive Little Comets - Vydáno 31. ledna 2011 - Vydavatelství: Dirty Hit | 54                       |
| 2012 | Life is Elsewhere - Vydáno 15. října 2012 - Vydavatelství: Dirty Hit                  | 70                       |

### Singly
| Rok  | Název                  | Pozice v hitparádě | Pozice v hitparádě | Album                               |
| Rok  | Název                  | UK                 | UK IND             | Album                               |
| ---- | ---------------------- | ------------------ | ------------------ | ----------------------------------- |
| 2009 | „One Night In October“ | –                  | 3                  | In Search of Elusive Little Comets  |
| 2009 | „Adultery“             | –                  | –                  | In Search of Elusive Little Comets  |
| 2009 | „Friday Don't Need It“ | –                  | –                  |                                     |
| 2010 | „Isles“                | –                  | 31                 | In Search of Elusive Little Comets  |
| 2011 | „Joanna“               | –                  | –                  | In Search of Elusive Little Comets  |
| 2011 | „Worry“                | –                  | 28                 | Worry EP                            |
| 2012 | „Jennifer“             | –                  | 34                 | Jennifer and Other Short Stories EP |
| 2012 | „A Little Opus“        | –                  | –                  | Life Is Elsewhere                   |
| 2013 | „Violence Out Tonight“ | –                  | –                  | Life Is Elsewhere                   |

## Členové kapely
Současní členové
- Robert Coles — zpěv, kytara (2008–současnost)
- Michael Coles — hlavní kytara, doprovodný zpěv (2008–současnost)
- Matt Hall — basová kytara, doprovodný zpěv (2008–současnost)

Koncertní členové
Greenie — bubny (2011–současnost)
Dřívější členové
- Mark Harle — bubny (2008–2011)